# Emílio Pignoli
Emílio Pignoli (ur. 14 grudnia 1932 w Cappella Piccenardi) – włoski duchowny rzymskokatolicki posługujący w Brazylii, w latach 1989-2008 biskup Campo Limpo.

## Życiorys
Święcenia kapłańskie przyjął 29 czerwca 1957. 29 kwietnia 1976 został prekonizowany biskupem Mogi das Cruzes. Sakrę biskupią otrzymał 24 czerwca 1976. 15 marca 1989 został mianowany biskupem Campo Limpo. 30 lipca 2008 przeszedł na emeryturę.